# Graždanskij prospekt
Graždanskij prospekt (in russo Гражданский проспект?, traslitterazione anglosassone: Grazhdanskiy prospekt ) è una stazione della linea 1 della metropolitana di San Pietroburgo. Aperta il 29 dicembre 1978, è stata costruita all'incrocio tra il viale omonimo e prospekt Prosvešenija come infrastruttura per l'allora costruenda zona residenziale: da allora il quartiere ha continuato a svilupparsi senza interruzione, facendo della stazione una delle più frequentate nelle ore di punta.